# Leithins
Els leithins (Leithiinae) són una subfamília de rosegadors esciüromorfs de la família dels lirons. Entre altres coses, es diferencien de la resta de lirons per la presència d'una fenestració prominent a l'apòfisi angular de la mandíbula en gairebé tots els leithins. Aparegueren fa aproximadament 40 milions d'anys, a mitjans de l'Eocè. Hi ha representants d'aquest grup als Països Catalans, incloent-hi tant espècies vivents com extintes.